# Culture de la Corée du Sud

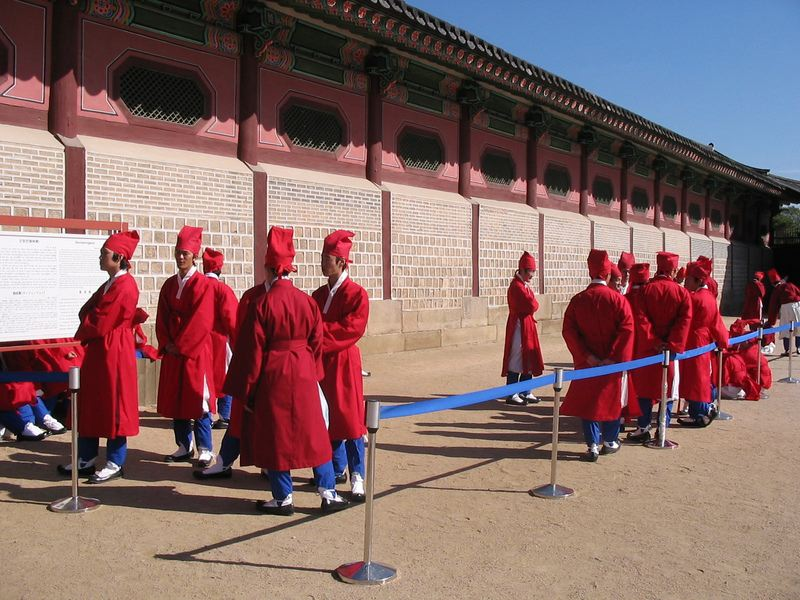
Danseurs traditionnels au palais royal de Gyeongbokgung

La Corée du Sud partage sa culture traditionnelle avec celle de la Corée du Nord. La culture coréenne est influencée par celle de la Chine mais est essentiellement distincte. La culture traditionnelle a été également influencée par le bouddhisme et le confucianisme et a elle-même influencé la culture japonaise.
Depuis la partition en deux États séparés en 1945, les deux Corées ont développé des formes contemporaines distinctes de culture.

## Langues, peuples

### Langues
Le pays est linguistiquement homogène, avec pour langue officielle le coréen (maternelle pour 91 % de la population).
Les langues coréaniques sont des langues altaïques.
Le coréen s'écrit selon deux systèmes d'écriture du coréen (en), l'hanja et l'hangeul. Depuis 1894, l'alphabet hangeul, interdit depuis 1504, remplace progressivement l'écriture idu (alphabet hanja), et devient officiel en 1945. La calligraphie coréenne concerne les deux graphies.
Depuis 2000, le système de romanisation révisée du coréen  (RR) remplace le système de romanisation McCune-Reischauer (1937) officiel depuis 1984. Un troisième système de transcription phonétique est celui de romanisation Yale du coréen (en) (1947-1950).
Il existe enfin une langue des signes coréenne spécifique.
- Langues en Corée du Sud : coréen
- Langues étrangères : anglais, chinois, japonais, français, allemand, espagnol

### Peuples
- Démographie de la Corée du Sud
- Coréens
- Foreigners in Korea (en)
- Immigration to South Korea (en)
- Groupes ethniques en Corée du Sud

## Traditions

### Religion
- Religion en Corée du Nord :
  - croyants (0,2 officiellement)
  - Bouddhisme
  - Cheondoïsme
  - Christianisme (15 000 en 1997), dont protestantismes (10 000), catholicisme
  - Chamanisme
- Religion en Corée du Sud :
  - Confucianisme coréen (56,9 % en 2015, informel), Confucianisme en Corée, Confucianisme en Corée (rubriques)
  - Christianisme en Corée du Sud (27,6 %, sans doute 30 % en 2015) , Christianisme en Corée (rubriques)
    - protestantismes (19,7 %, mais 18,3 % au recensement de 2015), catholicisme (7,9 %, mais 10,9 % au recensement de 2015)
    - Sanctuaire des Martyrs coréens de Jeoldu-san, Église évangélique de Yoido

  - Bouddhisme coréen (15,5 %, mais 22,8 % au recensement de 2015), Bouddhisme coréen, Bouddhisme Won
  - Autres spiritualités :
    - Secte Moon (Église de l'Unification), du Révérend Sun Myung Moon
    - Dol hareubang
    - Chamanisme coréen
    - Shintoïsme, Shinto in Korea (en)
    - Tablette ancestrale
    - Taoïsme
    - Judaïsme, History of the Jews in South Korea (en)
    - Islam en Corée (130 000, ou seulement 75 000)
    - Hindouisme en Corée du Sud (en)
- Irreligion en Corée du Sud (en), non religieux (46,5 % en 2015)
- Liberté de religion en Corée du Sud
- Histoire des Juifs en Corée du Sud (en)
- Édifices religieux en Corée

### Symboles
- Emblème de la Corée du Sud, Drapeau de la Corée du Sud
- Aegukga, hymne national de la Corée du Sud

### Croyances
La culture traditionnelle est imprégnée de trois systèmes de pensée, le chamanisme, le bouddhisme et le confucianisme.

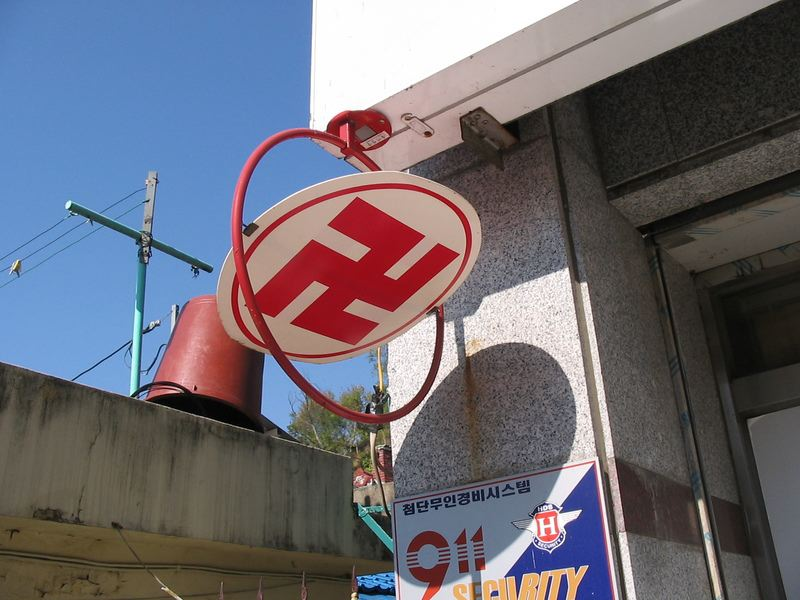
Svastika moderne

Les lieux religieux y sont souvent signalés par un svastika.
La superstition la plus répandue est le Saju, une forme ancienne de divination liée à l'astrologie chinoise. Les coréens pratiquent le Saju dans des cafés saju ou sur des applications mobile.

### Noms
- Dénomination d'une personne en coréen

### Fêtes
- Liste de festivals en Asie
- Liste de festivals en Corée du Sud (en)

#### Fêtes et jours fériés
| Date              | Nom français                           | Nom local                         | Remarques |
| ----------------- | -------------------------------------- | --------------------------------- | --- |
| 1er janvier       | Nouvel an                              | 새해(sae-hae)                     | Les Coréens du Sud célèbrent la nouvelle année solaire et la nouvelle année lunaire. En plus du premier janvier, le 2 est également férié. Le premier jour de retour au travail après les vacances est habituellement un moment de discours enthousiastes pour l'année arrivant. |
| janvier-février   | Nouvel an lunaire                      | 설날 (Seolnal)                    | Premier jour du premier mois lunaire, ainsi que les jours précédent et suivant. Les Coréens célèbrent la nouvelle année solaire et la nouvelle année lunaire. Le jour avant et après le premier jour de la première nouvelle lune sont également des vacances, pour un total de trois jours. Pendant cette période les routes sont bloquées par les familles visitant leurs villes natales et les tombes de leurs ancêtres. |
| 1er mars          | Jour du Mouvement d'Indépendance       | 삼일절 (samiljeol)                | Commémore un mouvement d'indépendance du pays entier qui a eu lieu le 1er mars 1919 en protestation contre la colonisation japonaise. Ce jour a marqué le commencement du mouvement coréen d'indépendance, avec une déclaration d'indépendance du colonialisme par des manifestants. En réponse, la police japonaise et les forces militaires ont tué et blessé des milliers de manifestants désarmés. |
| 5 avril           | Jour des arbres                        | 식목일 (Shikmokil)                | En raison de la dévastation et du déboisement résultant de la guerre de Corée, le gouvernement coréen a désigné le 5 avril le jour des arbres et en a fait un jour pour que tous les citoyens plantent des arbres et d'autres plantes. Des décennies plus tard, les forêts sont reboisées. De nos jours, les citoyens plantent des arbres et des fleurs et nettoient toujours les sommets et les secteurs environnants les montagnes, et le jour sert de rappel au respect de la nature et de l'environnement.                                                     |
| 5 mai             | Jour des enfants                       | 어린이날 (Eorininal)              | Le 5 mai représente un jour de célébration pour les enfants. Les parcs d'amusements, les zoos, et les parcs nationaux deviennent pleins de familles appréciant des vacances au printemps. |
| mai               | Naissance de Bouddha                   | 부처님오신날 (Bucheonim oshinnal) | Huitième jour du quatrième mois lunaire. Les moines bouddhistes parent le haut de leurs temples et y accrochent des lanternes colorées. Plusieurs des plus grands temples organisent également des festivals et des défilés. |
| 6 juin            | Commémoration des morts pour la patrie | 현충일 (Hyeonchungil)             | Le 6 juin est un jour réservé a la mémoire des combattants morts pour leur patrie. Des civils et les soldats sont honorés dans des cérémonies tenues dans tout le pays, particulièrement au cimetière national de Séoul. |
| 17 juillet        | Jour de la constitution                | 제현절 (Jehyeonjeol)              | Le 17 juillet marque le jour où, en 1948, la constitution de la république de Corée fut proclamée. Ce jour de célébrations et de mémoire symbolise la pierre angulaire de la nouvelle république. |
| 15 août           | Jour d'Indépendance (libération)       | 광복절 (Kwangbokjeol)             | Avec la reddition officielle du Japon aux forces alliées le 15 août 1945, les 35 années de colonisation de la Corée par les Japonais s'est terminée. le 15 août 1948 marque également l'établissement de la république de Corée. |
| septembre-octobre | Récoltes                               | 추석 (chuseok)                    | Quatorzième, quinzième et seizième jours du huitième mois lunaire. Le festival des moissons de la pleine lune est semblable aux vacances américaines de Thanksgiving. Ce sont les plus importantes de toutes les vacances coréennes, et un total de trois jours laisse le temps aux familles de visiter leurs villes natales. Semblables aux vacances lunaires de nouvelle année, les membres de la famille rendent visite à leurs parents vivants et aux tombes de leurs ancêtres. Les membres de la famille échangent des cadeaux et jouent à des jeux spéciaux. |
| 3 octobre         | Fête nationale (fondation)             | 개천절 (Kaecheonjeol)             | Selon la légende, le dieu-roi Tan-gun a fondé le royaume de Choson en -2333. Ce jour remplit les citoyens d'une fierté nationaliste pour plus de 4 000 ans d'histoire. |
| 25 décembre       | Noël                                   | 성탄절 (seongtanjeol)             | Bien que pas encore autant commercialisé que Noël en France, le grand nombre de chrétiens coréens assure que c'est un moment de célébration. De plus en plus d'entreprises ont commencé la mise en place de décorations et la vente de cartes de Noël de modèle occidental. En raison de sa proximité à la fin de l'année, beaucoup de Sud-Coréens préfèrent donner des cadeaux de nouvelle année au lieu des cadeaux de Noël. |

## Arts de la table
- Liste des sources de l'histoire culinaire coréenne
- Ministry of Food and Drug Safety (en)

### Cuisine
- Cuisine coréenne, Cuisine coréenne (rubriques)
- Étiquette de repas coréen (en)
- Festivals d'alimentation :: Chilseok, Chuseok, Seollal, Festival de la nourriture froide, Daeboreum, Daegu Chimac Festival (en)
- Street food en Corée du Sud : Nouilles instantanées, Gimbap, Beondegi, Korokke…

### Les spécificités de la cuisine coréenne
Pour le Coréen, prendre un repas traditionnel, c’est d’abord s’asseoir sur un sol en papier laqué, autour d’une table basse recouverte d’une collection de plusieurs petits bols de métal, soigneusement disposés. En guise de couverts, ils utilisent une paire de baguettes et une cuillère à soupe plate. Pour la plupart des occidentaux, lorsque l’on pense à la cuisine coréenne, on imagine aussitôt des mets à l’ail et au piment, mais tous les ingrédients utilisés ne sont pas aussi épicés. En fait, les plats les plus anciens jouent sur des saveurs bien moins prononcées. Fougères royales, plantes des marais, hémérocalles, pousses d’aralies, et bien d’autres plantes sauvages ou exotiques figurent au répertoire culinaire coréen,.

#### Les plats typiquement coréens

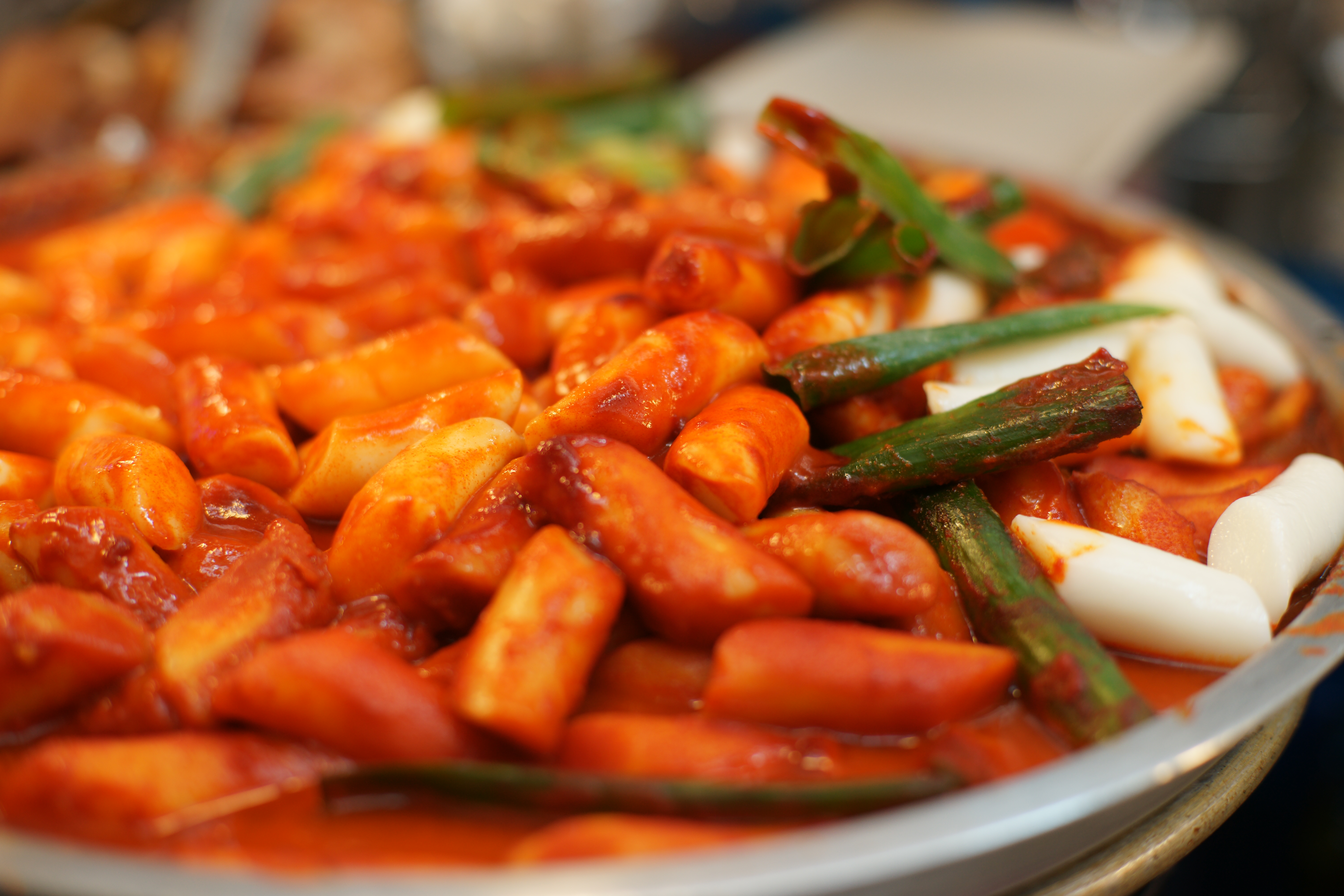
Un plat de tteokbokki.

Parmi les plats, le guk (soupe) occupe une place centrale. Elle peut être à base de soja et d’oignons, d’algues, ou encore de légumes, et même aux anchois.le banchan (accompagnement), les Coréens apprécient particulièrement les produits de la mer : poisson séché, salé et grillé au charbon de bois ou la bouillabaisse à la mode coréenne. Les Coréens apprécient également beaucoup la viande, surtout grillée, comme le galbi (côtelettes de bœuf persillées) ou le bulgogi (tranches de bœuf marinées), qu’ils accompagnent de bibimbap (riz aux légumes). En Corée, la plupart des légumes communs (feuille de sésame, épinards laitue, haricots mungo ou soja) se cultivent dans le potager, mais d’autres ne se trouvent qu’à l’état sauvage. Prenant le nom de namul une fois bouillis, ils sont assaisonnés d’huile et de graines de sésame, d’ail et de sauce soja. En dessert, les Coréens privilégient les fruits en tranches bien frais, mais lors des grandes fêtes, les tteok (gâteaux de riz vapeur) font inévitablement partie du banquet.

#### L'incontournablekimchi
Le kimchi est un peu l’étendard de la cuisine coréenne et son mets le plus répandu, avec le bap (riz), bien sûr. Personne ne sait trop quand, ni où il a vu le jour, mais une chose est sûre, c’est pour lui qu’on se rassemble traditionnellement en automne lors du gimjang : grandes festivités annuelles consistant en la préparation du 
kimchi d’hiver. Une fois préparé, le kimchi est entreposé dans de grands pots en terre cuite, puis enterré dans le jardin pour l’empêcher de fermenter. Autrefois, le Coréen moyen, ne disposait souvent que de ces légumes marinés au piment et à l’ail pour résister aux longs mois d’hiver.

### Boisson
- Drinking culture of Korea (en)
- Korean alcoholic beverages (en)
  - Beer in North Korea (en), Beer in South Korea (en)

#### Les traditions autour de l'alcool fort
L’alcool fait partie intégrante de la culture coréenne depuis des millénaires. L’histoire ne dit pas quand les Coréens ont découvert la fermentation, mais les premiers écrits la mentionne déjà pendant la période de Silla au IVe siècle. C’est pourquoi, il persiste encore certaines traditions ancestrales dans les pratiques culturelles actuelles ; par exemple, le marié boit toujours de la liqueur de riz durant la cérémonie et pendant la fête qui suit. De même, aux cérémonies de culte des ancêtres, les coréens placent encore un bol de liqueur parmi les offrandes disposées sur l’autel. Une fois les rites achevés, les vivants boivent le breuvage à la santé des esprits pour renforcer le lien qui les unit. Funérailles et veillées imposent également de longues beuveries qui aident à supporter le chagrin.
De nos jours, en Corée, les repas sont généralement consommés avec de l’alcool fort, le plus souvent le makgeolli (liqueur de riz laiteuse), dont il existe de nombreux dérivés, parfois à base de soja, plus ou moins fort pour s’accommoder à toutes les sensibilités. Néanmoins, les goûts changent : la bière tend à supplanter ses rivales, surtout chez les jeunes, tout comme le whisky et d'autres alcools forts d’origine occidentale. Fait surprenant, l’ivresse publique n’est pas dénigrée ; bien au contraire, quand les Coréens boivent, ils se sentent généralement obligés de se saouler. Le renforcement de la réglementation routière à quelque peu inversé la tendance, mais les habitants du pays demeurent de gros buveurs.

#### Le thé: un art de vivre ancestral
Le thé coréen, séché à la main selon des méthodes ancestrales, s’impose aujourd’hui comme l’un des meilleurs au monde. Aujourd’hui, la cérémonie du thé est surtout appréciée par les femmes, alors que les moines et les gens ordinaires boivent leur thé vert sans autre formalité. Originaire de Chine, le cha (thé) est introduit en Corée au VIIe siècle par des moines bouddhistes. Mais lorsque la nouvelle dynastie Joseon prend le contrôle de la péninsule au XIVe siècle, ses souverains décident de briser la puissance du bouddhisme, menaçant ainsi la tradition du thé, que certains moines réussiront pourtant à réintroduire aux XIXe et XXe siècles.

## Santé
- Santé, Protection sociale
- Santé en Corée du Sud (en) Santé en Corée du Sud (rubriques)
- Suicide en Corée du sud (en)
- Tabac en Corée du Sud (en)
- Drinking culture of Korea (en)
- Cannabis en Corée du Sud
- Ministry of Food and Drug Safety (en)
- South Korea foot-and-mouth outbreak (en)
- 2015 Middle East respiratory syndrome outbreak in South Korea (en)

### Sports
- Sport en Corée du Sud (en), Sport en Corée du Sud (rubriques)
- Sport en Corée du Nord, Sport en Corée du Nord (rubriques)
- Sport en Corée (en)
- Sportifs sud-coréens, Sportifs nord-coréens
- Corée du Sud aux Jeux olympiques, Corée du Nord aux Jeux olympiques
- Corée du Sud aux Jeux paralympiques, Corée du Nord aux Jeux paralympiques
- Jeux du Commonwealth

Le sport national est le baseball. Le sport électronique est le plus regardé après le baseball. Les pratiquants sont nommés Gosu.

### Arts martiaux
- Arts martiaux coréens
- Structures éducatives des Trois Royaumes
- Taekkyon
- Tangsudo
- Hapkido
- Taekwondo

### Autres
- Traditional games of Korea (en)

## Littérature
- Littérature coréenne, Littérature coréenne (rubriques)
- Annales de la dynastie Joseon (1413-1865)
- Écrivains sud-coréens
- Nouvellistes sud-coréens
- Poètes sud-coréens
- Romanciers sud-coréens
- Œuvres littéraires coréennes
- Prix littéraires en Corée du Sud
- North Korean literature (en)

La littérature coréenne ancienne est inspirée par la littérature confucéenne chinoise.
La poésie a longtemps été prisée, et elle l'est encore.

### Littérature contemporaine
Parmi les romanciers modernes, on peut citer Yi Mun-yol.

## Média
- Média en Corée du Sud (en), Média en Corée du Sud (rubriques)
- Freedom of the press in South Korea (en)
- Yonhap
- Journalistes sud-coréens

### Presse écrite
- Presse écrite en Corée du Sud, Presse écrite en Corée du Sud (rubriques)
- List of newspapers in South Korea (en)

### Radio
- Radio en Corée du Sud, Radio en Corée du Sud (rubriques)
- List of radio stations in South Korea (en)

### Télévision
- Télévision en Corée du Sud (en), Télévision en Corée du Sud (rubriques)
- Drama coréen

### Internet (.kr)
- Internet en Corée du Sud (en), Internet en Corée du Sud (rubriques)
- Webtoon
- Censure d'Internet en Corée du Sud
- Sites web coréens d'information
- Presse en ligne
- Blogeurs sud-coréens
- Blogueuses mode[8]

## Artisanat
- Artisanat d'art
- Korean Craft & Design Foundation[9]
- Living National Treasure (South Korea) (en)

L'artisanat coréen traditionnel et contemporain est une activité importante,,
Les savoir-faire liés à l’artisanat traditionnel relèvent (pour partie) du patrimoine culturel immatériel de l'humanité. On parle désormais de trésor humain vivant.
Mais une grande partie des techniques artisanales ont régressé, ou disparu, dès le début de la colonisation, et plus encore avec la globalisation, sans qu'elles aient été suffisamment recensées et documentées.

### Textiles, cuir, papier

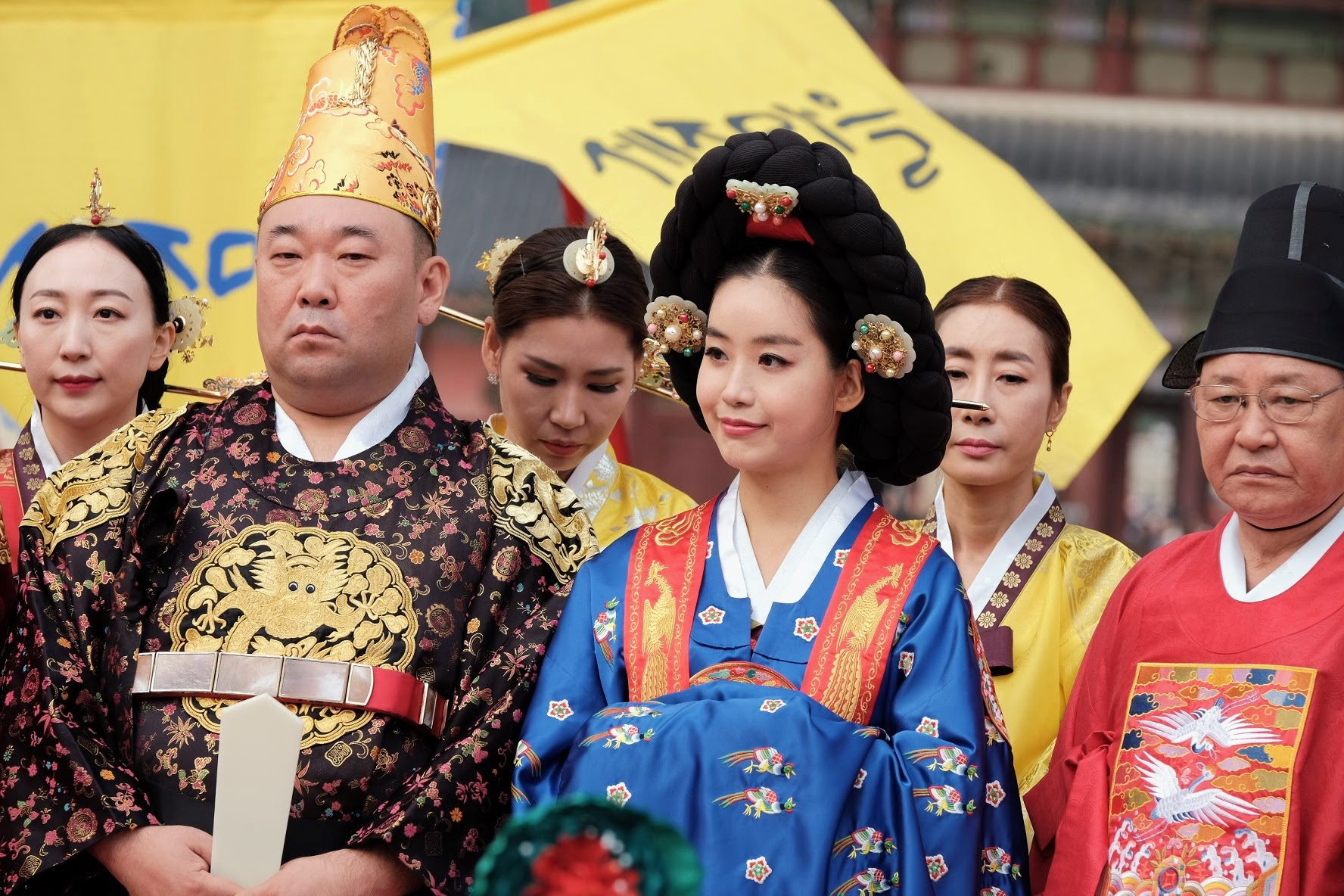
Célébration du Gaecheonjeol en tenue traditionnelle

- Textiles traditionnels[13]
- Teinture[14],[15]

#### Costumes traditionnels
Le costume traditionnel coréen, ou hanbok, aux couleurs vives, est inspiré des modèles portés pendant la dynastie Chôson (1392-1910). Pour les femmes, le hanbok est constitué d’une grande pièce de tissu attaché au niveau de la poitrine, formant une longue jupe, et d’une veste.

### Bois, métaux
- Cloche coréenne de l'amitié

### Poterie, céramique, faïence
- Céladon
- Onggi
- Céramique coréenne
  - Porcelaine blanche de la période Joseon
  - Période de la céramique Mumun
  - Porcelaine Dehua
  - Céramique de Goryeo
  - Yunggimun pottery (en)
  - Comb Ceramic (en)
- Céramistes et potier coréens contemporains[16]
  - Kim Youngmi[17]

## Arts visuels
- Art coréen, Art coréen (rubriques)
- Artistes coréens
- Artistes sud-coréens
- Artistes contemporains coréens
- Prix artistiques en Corée du Sud
- Cahier de Séoul[18]

### Dessin
- Calligraphes coréens
- Dessinateurs coréens, Dessinatrices coréennes
- Dessinateurs coréens de bande dessinée
- Graveurs coréens

### Peinture
- Peinture en Corée
- Peintres coréens
  - Kim Yong Kwon, Oh Younghee, Yoon Ilsoo, Lee Kyuwan...
- Peintres sud-coréens
- Illustrateurs coréens
- Geumgang jeondo (1734)

La peinture traditionnelle coréenne, profondément enracinée dans l'esthétique orientale, est très différente de la peinture occidentale.

### Sculpture
- Sculpture en Corée du Sud, Sculpture en Corée du Sud (rubriques)[19],[20]
- Sculpteurs coréens
- Sculpteurs sud-coréens
- Catégorie:Sculpture coréenne

### Architecture
- Architectes coréens
- Architectes sud-coréens
- Architecture en Corée, Architecture en Corée (rubriques)
- Architecture coréenne, Architecture of South Korea (en), Architectural Institute of Korea (en)
- Traditional Korean roof construction (en)
- Hongsalmun

### Photographie
- Photographes sud-coréens

### Graphisme
- Graphistes sud-coréens

## Arts du spectacle

### Musique
- Musique coréenne
- Musiciens coréens
- Compositeurs coréens
- Musique sud-coréenne (rubriques)
- Catégorie:Chanteuse coréenne
- Chanteuses coréennes
- Rappeurs sud-coréens
- Karaoké

#### Musique traditionnelle
La musique traditionnelle coréenne, le Gugak, a des origines culturelles communes avec la Chine et le Japon. Le Gugak se distingue des autres musiques du Nord-Est asiatique par le fait que la musique coréenne ait 3 battements par mesure alors que les musiques chinoises et japonaises en ont seulement deux.
Le Gugak peut être divisé en deux genres : le Jeongak, ou musique de Cour, et le Minsogak, ou musique folklorique.

Le Jeongak, la musique des nobles est lente, solennelle et sophistiquée alors que Minsogak, à l'instar de la musique paysanne, du pansori (chant folklorique narratif) et de la musique chamaniste, est rapide et dynamique.
Avec le temps, on voit apparaître un nouveau type de musique, qui vise plutôt les jeunes artistes. Cela s’appelle la Korean Pop Music, plus connue sous le nom de K-pop. Comme la Chine avec la M-pop (pour mandarin) et le Japon avec la J-pop, cette musique fait le tour de l'Asie, et est même connue dans le monde.

#### Pop culture coréenne

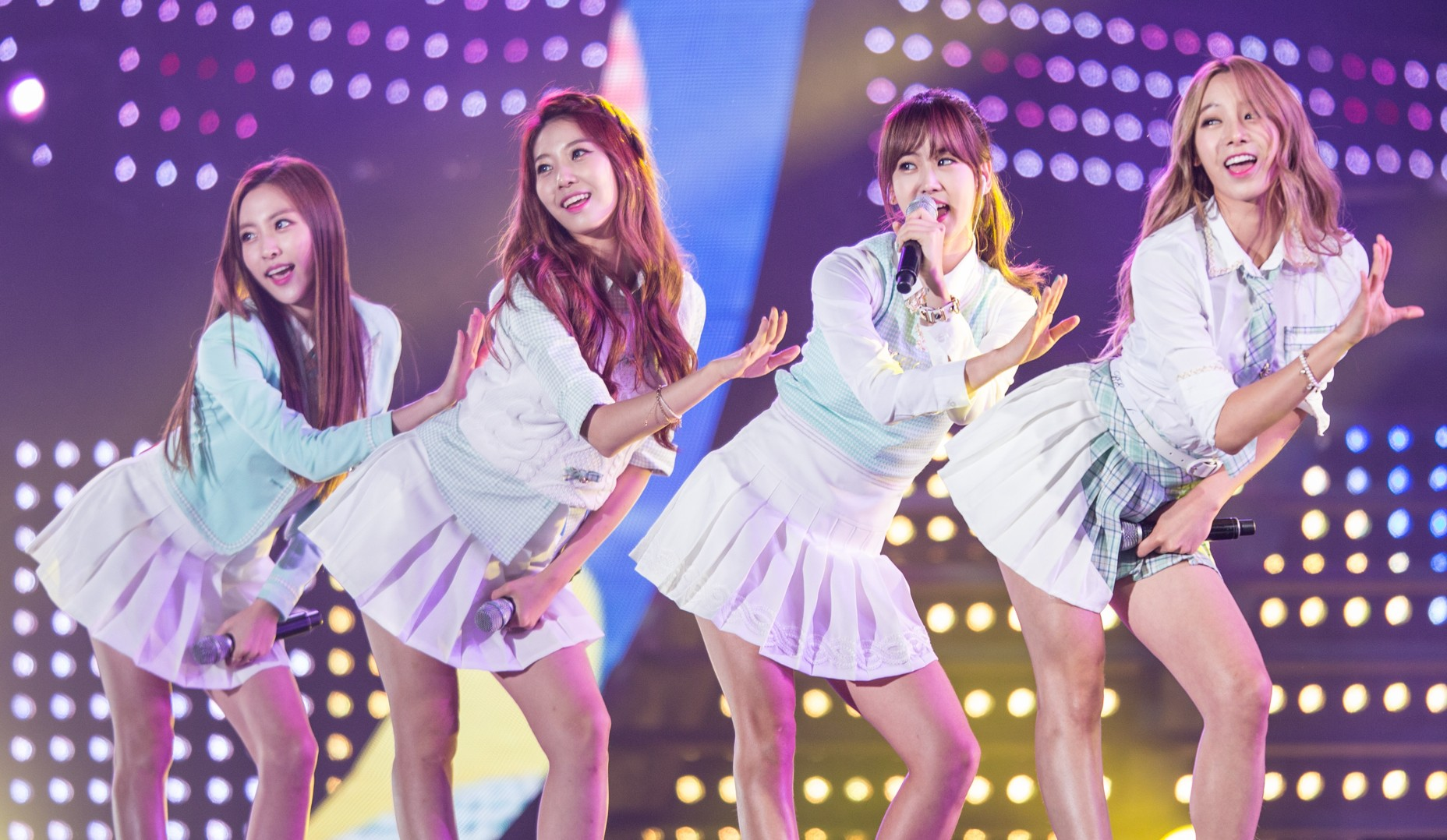
BESTie au Hallyu Tour Concert d'Incheon (2014)

Si la culture traditionnelle coréenne est très vivante, une culture populaire moderne s'est développée depuis la démocratisation du pays au début des années 1990. La pop culture coréenne atteint aujourd’hui les autres pays d'Asie, parallèlement à l'affermissement de la puissance économique de la dixième économie mondiale.
La mode pop coréenne ou Hallyu (que l'on peut traduire par « vague coréenne ») s'étend du cinéma à la mode en passant par les cosmétiques. Elle est révélatrice de la nouvelle place d'un pays qui apparaît aujourd’hui comme symbole d'une nouvelle modernité.
Cette modernité reste toutefois enracinée dans une identité asiatique et parmi les valeurs fondatrices coréennes qui sont le moteur de cette réussite économique et culturelle, la première est le han qui exprime le sentiment des attentes déçues, mais aussi une obstination sans faille. Le « han » reste le trait spécifique majeur du tempérament national coréen, qui partage par ailleurs des valeurs, notamment confucéennes, avec son environnement asiatique.
- Pop culture coréenne
- Hip-hop sud-coréen
- K-pop
- Hallyu

### Danse

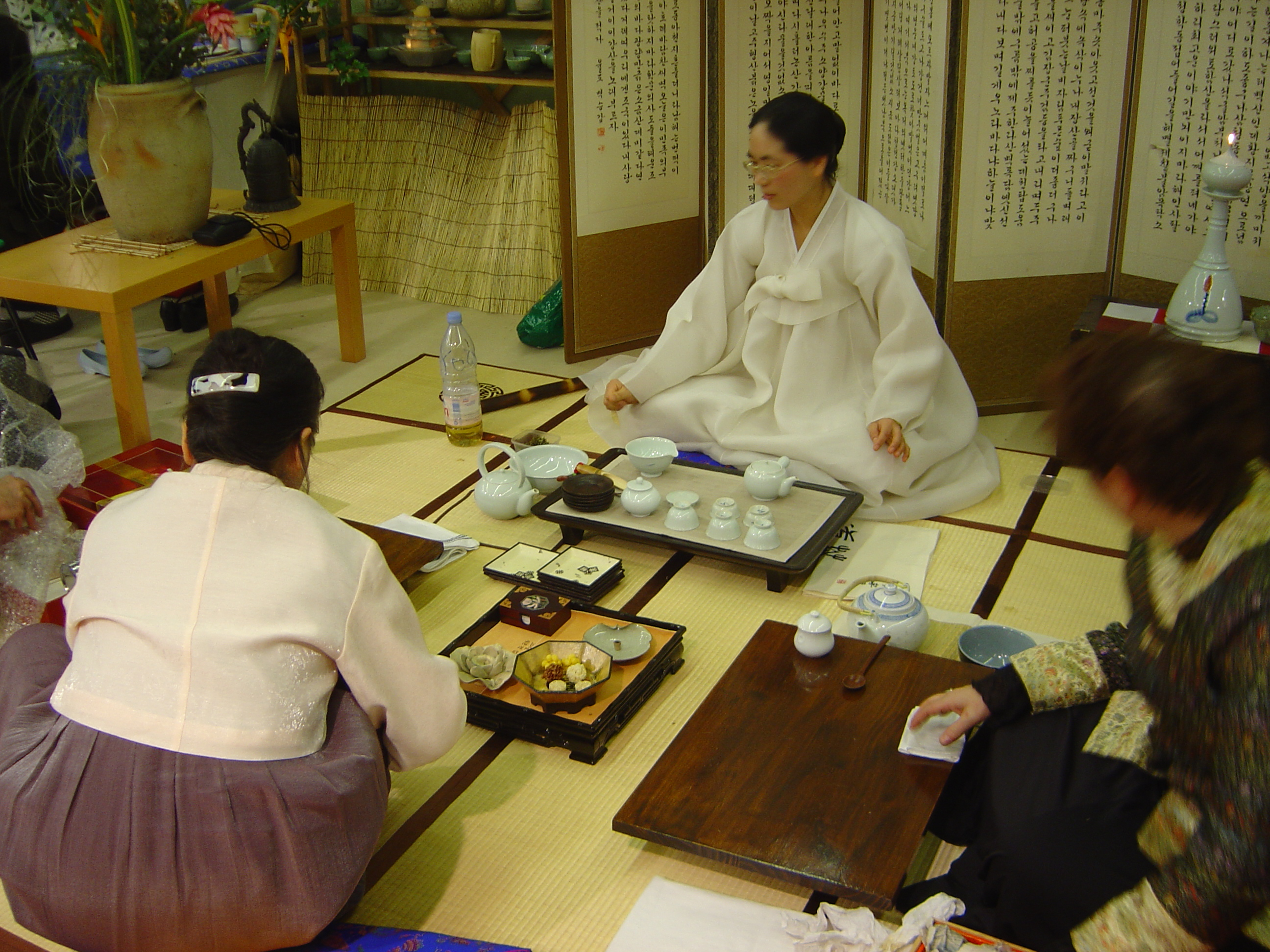
Cérémonie du thé en Corée.

- Danse coréenne
- Liste de danses
- Danseurs sud-coréens
- Danseuses sud-coréennes
- Chorégraphes sud-coréens

#### Danse traditionnelle
Les danses traditionnelles coréennes, comme la musique, peuvent également être classées en danses de cour et en danses folkloriques.

### Théâtre
- Théâtre coréen de la comédie musicale (à Vladivostok, puis Almaty)

Le théâtre coréen continue à exister.
- Théâtre en Corée du Sud (en), Nanta

### Autres scènes: marionnettes, mime, pantomime, prestidigitation
Les arts mineurs de scène, arts de la rue, arts forains, cirque, théâtre de rue, spectacles de rue, arts pluridisciplinaires, performances manquent encore de documentation pour le pays…
Pour le domaine de la marionnette, la référence est : Arts de la marionnette en Corée, sur le site de l'Union internationale de la marionnette UNIMA).
- Théâtre traditionnel de marionnettes[22]
- Eun-young Kim Pernelle[23]
- Mitchu Drama Institute, Sohn Jin-chaek, Kkokdu Gaksi[24],[25],[26]
- Koreai bábjáték (hu)
- Chuncheon Puppet Festival (en)

### Cinéma
- Cinéma sud-coréen, Cinéma sud-coréen (rubriques)
- Réalisateurs sud-coréens, Scénaristes sud-coréens
- Acteurs sud-coréens, Actrices sud-coréennes
- Films sud-coréens
- K-Horror
- Histoire de l'animation coréenne
- Cinéma nord-coréen, Cinéma coréen

Le cinéma coréen est un des plus dynamiques au monde et domine la scène continentale en Asie, et plus particulièrement en Asie du Sud-Est. L'éclatement du cinéma sud-coréen et son déferlement sur l'Asie constitue le phénomène Hallyu (한류 en coréen), ce qui signifie en français « la vague coréenne ».
Quelques cinéastes coréens ont réussi à se faire connaître en France et à l'international, par exemple Kim Ki-duk, avec des films comme Printemps, été, automne, hiver et... printemps (2003) ou Locataires (2005), ou encore Park Chan-wook, avec Oldboy (2003) ou Thirst, ceci est mon sang (Thirst) (2009).

### Autres
- Vidéo, Jeux vidéo, Art numérique, Art interactif
- Culture alternative
- Jeu vidéo en Corée du Sud
- Jeux vidéo développés en Corée du Sud
- Subak

## Patrimoine

### Musées
- Liste de musées en Corée du Sud
- Trésors nationaux de Corée du Sud
- Catégorie:Bibliothèque en Corée du Sud

### Liste du Patrimoine mondial
Le programme Patrimoine mondial (UNESCO, 1971) a inscrit dans sa liste du Patrimoine mondial (au 12/01/2016) :
- la liste du patrimoine mondial en Corée du Nord : 2 sites + 5 sur la liste indicative,
- la liste du patrimoine mondial en Corée du Sud : 12 sites + 15 sur la liste indicative

### Liste représentative du patrimoine culturel immatériel de l’humanité
Le programme Patrimoine culturel immatériel (UNESCO, 2003) a inscrit dans sa liste représentative du patrimoine culturel immatériel de l’humanité (au 10/01/2016) :
- Corée du Sud
  - 2001 : Le rituel royal ancestral du sanctuaire de Jongmyo et sa musique[27].
  - 2008 : Le festival Danoje de Gangneung[28].
  - 2009 : Le Cheoyongmu[29].
  - 2009 : Le Ganggangsullae[30].
  - 2009 : Le Namsadang Nori[31].
  - 2009 : Le rite Yeongdeunggut de Chilmeoridang à Cheju[32].
  - 2009 : Le Yeongsanjae[33].
  - 2009 : Les chants épiques Pansori[34].
  - 2010 : Le Daemokjang, architecture traditionnelle en bois[35].
  - 2010 : Le Gagok, cycles de chant lyrique accompagnés d’un orchestre[36].
  - 2011 : Le tissage du Mosi (ramie fine) dans la région de Hansan[37].
  - 2011 : Le Jultagi, marche sur corde raide[38].
  - 2011 : Le Taekkyeon, un art martial traditionnel coréen[39].
  - 2012 : L’Arirang, chant lyrique traditionnel en république de Corée[40].
  - 2013 : Le kimjang, préparation et partage du kimchi en république de Corée[41].
  - 2014 : Le nongak, groupes de musique, danse et rituels communautaires de la république de Corée[42].
  - 2015 : Les rituels et jeux de tir à la corde[43].
  - 2018 : La lutte coréenne traditionnelle (Ssirum/Ssireum)[44].
- Corée du Nord
  - 2015 : La tradition de la préparation du kimchi dans la république populaire démocratique de Corée[41].
  - 2015 (?) : Le chant traditionnel Arirang dans la république populaire démocratique de Corée[40].
  - 2018 : La lutte coréenne traditionnelle (Ssirum/Ssireum)[44].

### Registre international Mémoire du monde
Le programme Mémoire du monde (UNESCO, 1992) a inscrit dans son registre international Mémoire du monde (au 15/01/2016) :
- Sud
  - 1997 : Annales de la Dynastie Cho-son[45]
  - 2015 : Les archives du programme spécial KBS “Retrouver les familles dispersées”[46]
  - 2001 : Baegun hwasang chorok buljo jikji simche yojeol (vol.II), Second volume de l'"Anthologie des enseignements zen des grands prêtres bouddhistes"[47]
  - 2009 : Donguibogam: Principes et pratique de la médecine orientale[48]
  - 2014 : Gravures sur bois confucéennes[49]
  - 2011 : Héritage documentaire des Droits de l'homme, 1980 - Archives du 18 mai Soulèvement démocratique contre régime militaire, à Gwangju[50]
  - 1997 : Hunmin Chongum[51]
  - 2011 : Ilseongnok: Records of Daily Reflections[52]
  - 2013 : Le journal intime de guerre de l'Amiral Yi Sun-sin[53]
  - 2013 : Les archives du mouvement Saemaul[54]
  - 2007 : Les tablettes de bois du Tripitaka Koreana et d’autres textes sacrés du bouddhisme[55]
  - 2011 : Seungjeongwon Ilgi, les Journaux du Secrétariat Royal[56]
  - 2007 : Uigwe - les protocoles royaux de la dynastie Joseon[57]